# 浪花亭綾太郎
浪花亭 綾太郎（なにわてい あやたろう、1889年10月17日 - 1960年8月9日）は浪曲師。本名：加藤賢吉。盲目ながら甲高い名調子で人気があった。
神奈川県横浜市の出身。2歳で麻疹で失明する。11歳で春日井文子の門下。1903年には初代浪花亭綾造の門下になった、修業で大変な苦労をし、隅田川の橋の袂で飛び込みを考えたこともあったが警察に助けられている。21歳で浪花亭綾太郎を名乗り浅草新恵比寿亭で襲名披露を行なった。「壺坂霊験記」の名調子『妻は夫を労わりつ、夫は妻を慕いつつ…』が大当たりし後に十八番となる。「壺坂の綾太郎」の異名があった。「綾太郎を弾くと三味線の手があがる」（つまり相手の曲師の技術が向上する）といわれるほど、節も台詞も間合いが正しく、その甲高い美声には哀調がこもっている。
1960年（昭和35年）、浅草木馬館での興行中に倒れ、久ヶ原で亡くなった。
ほかの得意演目には「め組の喧嘩」「佐倉義民伝」「吉原百人斬り」「曽我物語」など。持ち演目は千席を超えていた。

## 歌
- 三波春夫「名月綾太郎ぶし」